# ヒョリン
ヒョリン（朝: 효린、英: HYOLYN、1990年12月11日 - ）は、韓国の歌手。SISTAR及び、同グループ内ユニットであるSISTAR 19の元メンバー。Bridgeエンターテインメント所属。ファンダム名はBAE。本名はキム・ヒョジョン（朝: 김효정、漢: 金孝廷）
グループやソロを始め、ユニット、OST、コラボ、フィーチャリングなどの様々な音楽に関わる活動をしており、その楽曲の多くがiTunesのK-POPチャートで1位を獲得したり、ストリーミング再生が1億回以上されるなどといった好成績を残している。また、アメリカのビルボードはヒョリンの歌声に対し「K-POP市場で一番目に留まる声を持っている」と評価している。

## 経歴

### 誕生 - デビュー前: 生い立ち
1990年12月11日、韓国・仁川広域市に生まれる。母親は教会の長老、父親は大韓民国海兵隊出身である。父親は厳格な人柄で、幼い頃から体罰や午後8時までの門限があった。
生まれた頃に胆道閉鎖症を患っていた事があり、生まれてすぐに保育器に入っていた。病気の為に手術を行い一時は改善したものの、一年後には小腸が大腸の中に入り込む逆蠕動による腸重積症を発症した為、もう一度手術を受けることになった。その開腹手術の傷跡を隠す為に現在は、十字架のタトゥーが入っている。
友人から歌やダンスを賞賛してもらったこときっかけに、INFINITEのホヤや、AOAのチョア、EXIDのハニがいたJYP2期公開採用オーディションを受け、当時一位で合格。その後SecretのジウンとEXIDのユジらと共に3人組でデビューする予定であったものの白紙となった。その後STARSHIPエンターテインメントのオーディションに合格し、移籍する事となった。

### 2010年 - 2017年: SISTARのメンバーとして

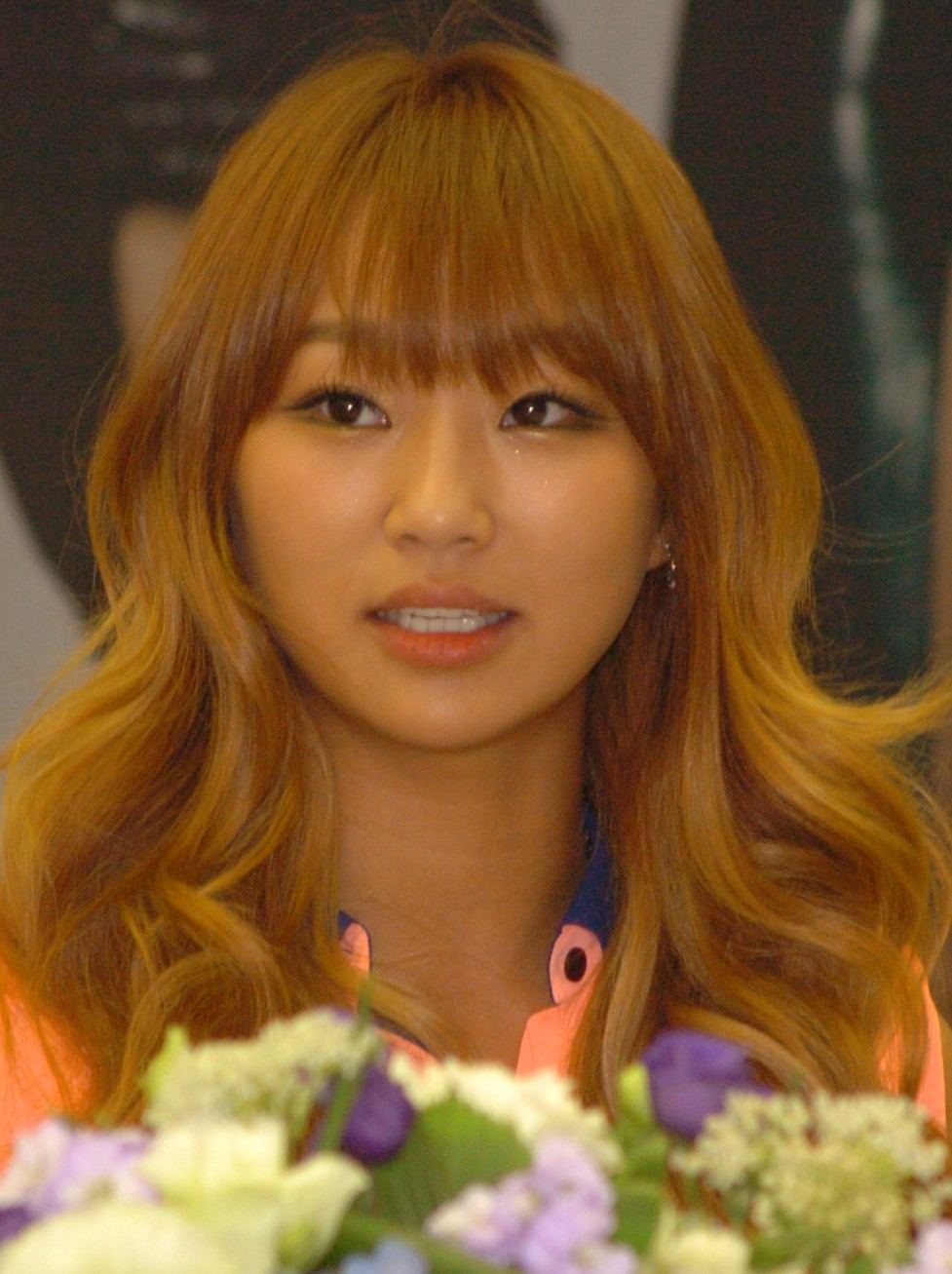
2012年のヒョリン

2010年6月4日、SISTARにリーダーとして1stシングル『Push Push』でデビューした。
2011年4月、メンバーのボラと共にSISTAR 19としてユニットデビューすることが発表され、5月には『Ma Boy』でユニットデビューをした。
2013年11月26日、『LOVE & HATE』でソロデビュー。タイトル曲の『One Way Love』とダブルタイトル曲の『Lonely』がアメリカのビルボードのKorea K-Pop Hot 100でそれぞれ1位と3位を獲得し、12月7日にはショー! 音楽の中心にてソロで初の音楽番組1位を獲得した。
2013年12月、アナと雪の女王の韓国語版の主題歌『Let it Go』を担当した。自身初の映画の主題歌である。
2014年、MBCで放送された秋夕特集プログラム『私は歌手だ 2014』に単独出演し、最終順位2位という結果を残した。『私は歌手だ』シリーズで初のガールズグループのメンバーとしての出演であった。
2015年1月、「私は歌手だ 3」に出演。第一ラウンドで敗退し、出演者の中で最初に脱落する事となった。9月には「UNPRETTY RAP STAR 2」に出演し、最終順位3位という結果を残した。
2017年2月28日、アジアのアーティストで初めてSPINNIN' RECORDSとの契約を締結した。
2017年6月、所属グループであるSISTARが解散。9月に所属事務所であったSTARSHIPエンターテインメントを悩んだ末に離れる事となった。

### 2017年 - 現在: Bridgeの設立、元所属事務所からの独立

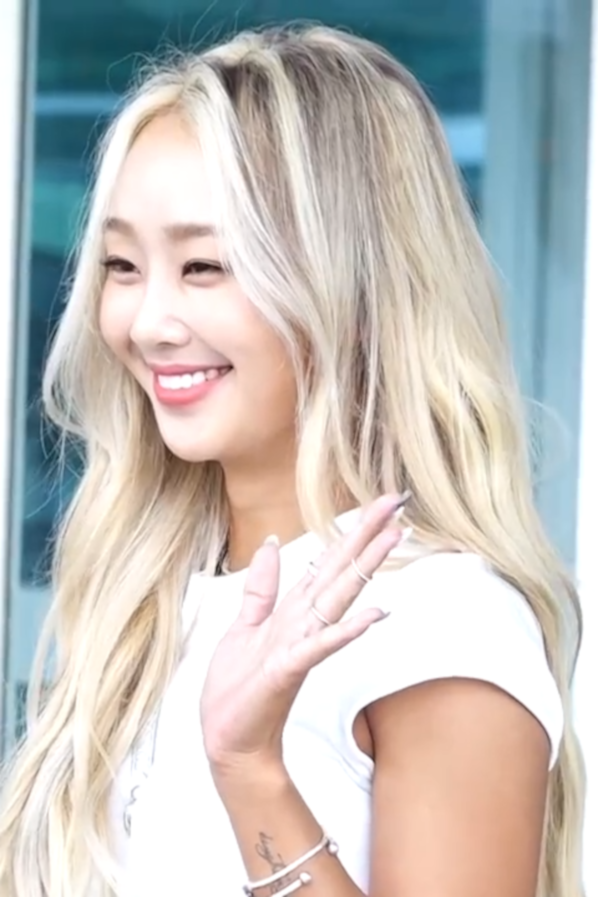
2018年のヒョリン

2017年11月、単独で事務所「Bridge（様式化: Bridʒ)」を設立した。
2018年2月6日、シングル3連続プロジェクト「SET UP TIME」の第一弾となる『To Do List』がリリースされた。移籍後初のソロシングルである。
4月23日、「SET UP TIME」の第二弾である『DALLY』がリリースされた。同日に公開されたミュージック・ビデオは、公開1日目で100万回再生を突破した。
7月20日、プロジェクト最後のシングル『SEE SAW』がリリースされた。本楽曲はSISTARやTWICEなどの楽曲を手掛けたブラック・アイド・ピルスンがプロデュースを担当し、午後6時の音源公開直後に開催された「MBC WATER BOMB FRIDAY」で初披露された。
2019年5月に行われたベルリン公演を皮切りに自身初のワールドツアー「HYOLIN 1st WORLD TOUR TRUE」を7ヶ国で6週間かけて開催。
2020年4月19日、2ndミニアルバム『SAY MY NAME』をリリース。
2022年1月26日、新型コロナウイルスに感染。予定されていた全てのスケジュールをキャンセルする事となった。
2022年3月、QUEENDOM 2に出演。1次競演と2次競演では全体で1位を獲得した。
2022年7月18日、QUEENDOM 2を終えてから初めてのミニアルバム『iCE』をリリースした。

## 人物
身長は164cm、血液型はB型。本貫は金海 金氏。ペットは猫を2匹飼っており、名前はレゴとシンバ。宗教はキリスト教。
腹部と腕の内側にタトゥーがある。腹部のタトゥーは十字架が描かれており、コンプレックスである手術でできた傷跡を隠すためでもあり、宗教的な意味を込めて誰かのために歌を歌うという意味で入れたとされている。腕の内側にはixtus（イクトゥス）という文字と、左側に二つの線を交差させた魚が刻まれている。これらは初期のキリスト教信者の隠れシンボルである。

### 校内暴力疑惑
2019年5月25日、「ヒョリンに中学1年生から3年間もの間校内暴力を受けた」とヒョリンが校内暴力の加害者であることが書かれた文章がオンラインコミュニティに投稿され、26日に事務所側がその事に対し否定をした。その翌日、疑惑が提示された文章が削除され、28日には被害者と主張する者と対話をし、円満に合意した。

### ロールモデル
ロールモデルとしてヒョリンを挙げたアーティストがいる。
- TWICE ツウィ - 2015年に配信された「TWICE TV」にてロールモデルはヒョリンであることを明かし、「パワフルな歌声を持っており、普段から奉仕活動をしていて尊敬してる」と語った[44]。
- クリシャ・チュウ - 2017年6月26日に放送されたラジオ「チェ・ファジョンのパワーFM」にてロールモデルはヒョリンであることを告白した[45]。
- 宇宙少女 エクシ - 2022年にMnetで放送された「QUEENDOM 2」にてロールモデルであることをヒョリンとの共演時に明かした。エクシは「練習生の頃からヒョリンを見て歌手の夢を育んだ。同じ舞台で共演をするということに対して意味が大きい」と語り、ヒョリンは「誰かのロールモデルになるという事は光栄である」と語った[46]。

## 奉仕活動
- 2013年、7泊8日の日程でアフリカのリベリア共和国にて奉仕活動を行った[47]。
- 捨て犬・捨て猫保護活動に積極的に取り組んでおり、2013年から捨て犬の保護センターを訪問し、奉仕活動を行なっている[48]。2016年に、ペク・チヨンのマネージャーから引き取った現在のペットである捨て猫を看病し[49]、翌年には捨て犬にためにフリーマーケットを開き、収益金を捨て犬に愛をください団体に全額寄付した[50]。
- 2014年、アイスバケツチャレンジにバケツに入った氷水を被る方法ではない金額寄付に参加をした[51]。
- 2019年、胆道閉鎖症克服キャンペーンの広報大使に任命された[52]。
- 2021年5月5日の子供の日に合わせ、聖母慈愛ドリームヒルにて子供達のために奉仕活動を行った[53]。
- 2021年8月、2021年を上手に過ごす方法プロジェクトに元SISTARであるタソムと参加し、コラボ曲をリリース。音源の全収益をコロナの影響に苦しんでいる社会階層に寄付を行った[54][55]。
- 2022年、WATCHAにて放送された「ダブルトラブル」にてキム・ジュンスとデュエットをし、最高のデュエットステージに選ばれた事によって獲得した賞金一億ウォンを、「キム・ジュンス ファンクラブ& ヒョリン ファンクラブ BAE」名義で慶尚北道・江原道 山火事被害復旧のために希望ブリッジ全国災害救護協会へ寄付した[56]。

## 作品

### アルバム
| No. | タイトル                     | 収録曲 | 備考               |
| --- | ---------------------------- | --- | ------------------ |
| 1st | LOVE&HATE （2013年11月26日） | 1. Lonely 2. 너 밖에 몰라 (One Way Love) 3. 사랑 하지 마 (Don't Love Me) 4. 스토커 (Stalker) 5. 마사지 (Massage) 6. Closer 7. 립스틱 짙게 바르고 (Red Lipstick) 8. Falling 9. O.M.G 10. 오늘 밤 (Tonight) | - ダブルタイトル曲 |

### ミニアルバム
| No. | タイトル                  | 収録曲 | 備考 |
| --- | ------------------------- | --- | ---- |
| 1st | IT'S ME 2016年11月8日     | 1. Paradise 2. Love Like This (Feat. Dok2) 3. One Step (Feat. Jay Park) 4. 꺼져（→ 消えて） 5. Slow (Feat. ジュホン Of MONSTA X) 6. DOPE |      |
| 2nd | SAY MY NAME 2020年8月19日 | 1. 모닝콜 (Morning Call) 2. SAY MY NAME 3. 달리（DALLY） 4. 바다보러갈래 (SEE SEA) 5. BAE 6. 9LIVES                                      |      |
| 3rd | iCE 2022年7月18日         | 1. Over You 2. No Thanks 3. Body Talk 4. Ah Yeah 5. Layin' Low (feat. Jooyoung) 6. Waka Boom (feat. イ・ヨンジ) (Original Ver.)          |      |

### デジタルシングル
| 発売日         | タイトル                          | 収録曲                               | 備考                                                                              |
| -------------- | --------------------------------- | ------------------------------------ | --------------------------------------------------------------------------------- |
| 2014年11月20日 | 지워                              | 1. 지워                              | - MONSTA Xのジュヨンとのコラボ楽曲。 - ビルボードの2014年最高のK-POP 20曲に選出。 |
| 2015年12月18日 | Love Line                         | 1. Love Line                         | - MONSTA Xのジュヨン、BUMKEYとのコラボ楽曲。                                      |
| 2016年8月31日  | 그리워                            | 1. 그리워                            | - ヤン・ダニルとのコラボ楽曲。                                                    |
| 2017年4月14日  | BLUE MOON                         | 1. BLUE MOON                         | - チャンモとのコラボ楽曲。                                                        |
| 2017年6月29日  | FRUITY                            | 1. FRUITY                            | - KISUMとのコラボ楽曲。                                                           |
| 2018年2月6日   | 내일할래 (To Do List)             | 1. 내일할래 (To Do List)             | - 事務所設立後初のソロシングル。                                                  |
| 2018年4月23日  | 달리 (Dally)                      | 1. 달리 (Dally)                      | - GRAYとのコラボ楽曲。                                                            |
| 2018年7月20日  | 바다보러갈래 (SEE SEA)            | 1. 바다보러갈래 (SEE SEA)            |                                                                                   |
| 2018年8月16日  | BAE                               | 1. BAE                               |                                                                                   |
| 2019年5月22日  | 니가 더 잘 알잖아 (youknowbetter) | 1. 니가 더 잘 알잖아 (youknowbetter) |                                                                                   |
| 2020年1月31日  | 말 없이 안아줘                    | 1. 말 없이 안아줘                    | - CRUCiAL STARとのコラボ楽曲。                                                    |
| 2021年7月8日   | 없던 이유                         | 1. 없던 이유                         | - Mad Clown、キム・スンミンとのコラボ楽曲。                                       |
| 2021年12月22日 | 아하 (A-Ha)                       | 1. 아하 (A-Ha)                       |                                                                                   |
| 2022年1月12日  | Layin' Low                        | 1. Layin' Low                        | - アメリカのiTunesのKPOPチャートで一位を獲得。                                    |

### OST
| 年度   | 参加楽曲                             | 作品名                               |
| ------ | ------------------------------------ | ------------------------------------ |
| 2011年 | 내겐 너니까 (Me Because You)         | 栄光のジェイン                       |
| 2011年 | 널 사랑하겠어 (I Choose To Love You) | 愛を見る 2                           |
| 2012年 | Super Star                           | ドリームハイ 2                       |
| 2013年 | 미치게 만들어 (Crazy for you)        | 主君の太陽                           |
| 2014年 | 안녕 (Good Bye)                      | 星から来たあなた                     |
| 2014年 | Let it go                            | アナと雪の女王                       |
| 2015年 | 더 가까이 (Come A Little Closer)     | 幸せのレシピ〜愛はメンドロントット〜 |
| 2015年 | Turnaround                           | 星の王子さま                         |
| 2016年 | 보고 싶어 (I Miss You)               | むやみに切なく                       |
| 2017年 | 서로의 눈물이 되어 (Our Tears)       | 花郎                                 |
| 2017年 | ALWAYS                               | 医心伝心 ～脈あり!恋あり?～          |
| 2017年 | 태엽시계 (Spring Watch)              | 黒騎士～永遠の約束～                 |
| 2018年 | 스쳐간 꿈처럼 (Dreamy Love)          | カネの花～愛を閉ざした男～           |
| 2018年 | Just Stay                            | 30だけど17です                       |
| 2019年 | STAY                                 | 町の弁護士 チョ・ドゥルホ            |
| 2020年 | Return                               | 僕のヤバイ妻                         |
| 2020年 | Spell                                | Spell                                |

## 出演

### テレビ番組
※ 単独出演のみ
| 年     | 放送日                 | 放送局    | 番組                                 |
| ------ | ---------------------- | --------- | ------------------------------------ |
| 2010年 | 9月11日                | MBC       | セバクィ                             |
| 2010年 | 12月13日               | SBS       | キム・ジョンウンのチョコレート       |
| 2011年 | 1月1日                 | SBS       | ランニングマン                       |
| 2011年 | 3月15日                | SBS       | 強心臓                               |
| 2011年 | 9月13日                | SBS       | スターカップル最強戦 シーズン3       |
| 2012年 | 4月2日                 | SBS       | 共感トークショー 遊びに来て          |
| 2012年 | 4月10日、17日          | SBS       | 強心臓                               |
| 2012年 | 5月20日                | SBS       | ランニングマン                       |
| 2012年 | 6月13日                | MBC       | ラジオスター                         |
| 2012年 | 7月9日                 | SBS       | 共感トークショー 遊びに来て          |
| 2012年 | 9月20日                | tvN       | 現場トークショー TAXI                |
| 2013年 | 12月2日                | SBS       | アンニョンハセヨ                     |
| 2013年 | 12月4日                | MBC       | ラジオスター                         |
| 2014年 | 9月9日                 | MBC       | 私は歌手だ 2014                      |
| 2015年 | 1月23日                | MBC       | 私は一人で暮らす                     |
| 2015年 | 1月30日-2月13日        | MBC       | 私は歌手だ 3                         |
| 2015年 | 9月11日-11月13日       | Mnet      | UNPRETTY RAPSTAR 2                   |
| 2015年 | 8月8日、22日           | MBC       | 無限挑戦                             |
| 2016年 | 6月17日                | MBC       | デュエット歌謡祭                     |
| 2016年 | 6月22日                | MBC       | ラジオスター                         |
| 2017年 | 1月6日、13日           | MBC       | デュエット歌謡祭                     |
| 2017年 | 3月31日                | Mnet      | 高等ラッパー                         |
| 2017年 | 4月30日、5月7日        | SBS       | ランニングマン                       |
| 2017年 | 5月15日、22日          | JTBC      | 冷蔵庫をよろしく                     |
| 2017年 | 7月23日                | KBS 2TV   | ユ・ヒヨルのスケッチブック           |
| 2017年 | 11月5日、12日          | SBS       | ファンタスティック デュオ シーズン 2 |
| 2018年 | 7月19日                | KBS 2TV   | ハッピートゥゲザー シーズン3         |
| 2018年 | 7月28日                | KBS 2TV   | ユ・ヒヨルのスケッチブック           |
| 2018年 | 8月9日                 | tvN       | 人生酒場                             |
| 2018年 | 9月8日                 | JTBC      | 知ってる兄さん                       |
| 2018年 | 9月12日                | JTBC      | 一食ください                         |
| 2019年 | 1月30日                | MBC       | ラジオスター                         |
| 2019年 | 2月11日                | MBC       | セクションTV 芸能通信                |
| 2020年 | 1月23日                | MBN       | ボイスクイーン                       |
| 2020年 | 2月19日、20日          | MBN       | トロートクイーン                     |
| 2020年 | 5月23日                | MBC       | お！私のパート、あなた               |
| 2020年 | 6月11日                | Mnet      | GOOD GIRL                            |
| 2021年 | 1月29日                | TV CHOSUN | 愛のコンセンター                     |
| 2021年 | 8月27日、28日          | KBS 2TV   | 不朽の名曲                           |
| 2021年 | 8月28日                | KBS 2TV   | ユ・ヒヨルのスケッチブック           |
| 2021年 | 12月24日-2022年3月19日 | WATCHA    | ダブルトラブル                       |
| 2022年 | 1月8日                 | KBS 2TV   | 不朽の名曲                           |
| 2022年 | 1月11日                | KBS JOY   | 恋愛のお節介                         |
| 2022年 | 1月15日                | KBS 2TV   | 不朽の名曲                           |
| 2022年 | 3月4日、5日            | KBS 2TV   | ユ・ヒヨルのスケッチブック           |
| 2022年 | 3月31日-6月2日         | Mnet      | QUEENDOM 2                           |
| 2022年 | 4月6日                 | A CHANNEL | 最近の男の子のライブ                 |
| 2022年 | 6月4日                 | tvN       | ドレミマーケット                     |
| 2022年 | 6月12日                | tvN       | コメディビックリーグ                 |

### ドラマ
| 年     | 放送局 | 番組           | 役柄         | 備考   |
| ------ | ------ | -------------- | ------------ | ------ |
| 2012年 | KBS 2  | ドリームハイ 2 | ナナ（主役） | [ 58 ] |

### 雑誌
| 年度   | 号数   | 雑誌名              |
| ------ | ------ | ------------------- |
| 2012年 | 9月号  | SURE                |
| 2013年 | 4月号  | VOGUE GIRL          |
| 2013年 | 8月号  | VOGUE               |
| 2013年 | 12月号 | ELLE                |
| 2014年 | 1月号  | marie claire        |
| 2014年 | 3月号  | ESQUIRE             |
| 2014年 | 3月号  | Instyle             |
| 2014年 | 5月号  | The Celebrity       |
| 2014年 | 5月号  | GRAZIA              |
| 2014年 | 6月号  | SURE                |
| 2014年 | 10月号 | CAMPUS 10           |
| 2014年 | 12月号 | bnt                 |
| 2015年 | 2月号  | HIGH CUT            |
| 2015年 | 3月号  | Marie Claire        |
| 2015年 | 4月号  | allure              |
| 2015年 | 7月号  | Single              |
| 2015年 | 7月号  | COSMOPOLITAN        |
| 2015年 | 12月号 | 東方流行            |
| 2016年 | 1月号  | instyle             |
| 2016年 | 3月号  | The Celebrity       |
| 2016年 | 12月号 | CeCi                |
| 2017年 | 1月号  | Oh Boy!             |
| 2017年 | 4月号  | GANMA               |
| 2017年 | 5月号  | LIVING SENSE        |
| 2017年 | 5月号  | NYLON               |
| 2017年 | 9月号  | COSMOPOLITAN        |
| 2017年 | 12月号 | DAZED               |
| 2018年 | 2月号  | HIGH CUT            |
| 2018年 | 5月号  | allure              |
| 2018年 | 6月号  | Harpers bazaar      |
| 2018年 | 8月号  | COSMOPOLITAN        |
| 2018年 | 10月号 | W                   |
| 2019年 | 1月号  | Hype Beast          |
| 2019年 | 4月号  | SINGLE              |
| 2019年 | 7月号  | NYLON Malaysia      |
| 2020年 | 1月号  | DAZED               |
| 2020年 | 12月号 | Maps                |
| 2021年 | 4月号  | The STAR            |
| 2021年 | 8月号  | DAZED               |
| 2022年 | 3月号  | Rolling Stone Korea |

## 広告・広報大使

### CM・広告
| 年度   | 企業           | ブランド名             | ジャンル | 備考                     |
| ------ | -------------- | ---------------------- | -------- | ------------------------ |
| 2011年 | BANILA CO.     | CLUB ROCOCO            | 化粧品   |                          |
| 2012年 | ロッテ七星飲料 | チョウムチョロム       | 酒類     | ヒョナ、ク・ハラと共演。 |
| 2014年 | コカコーラ     | 太陽のマテ茶           | 飲料     |                          |
| 2014年 | ロッテ酒類     | チョウムチョロム       | 酒類     | ユク・ジュンワンと共演。 |
| 2017年 | ナイキ         | スポーツウェイ         | スポーツ |                          |
| 2017年 | Amipure        | ボディケア             | 化粧品   |                          |
| 2018年 | adidas         | オリジナルス           | スポーツ |                          |
| 2018年 | MISSHA         | グロウスキンデーション | 化粧品   |                          |
| 2018年 | Amipure        | ボディケア             | 化粧品   |                          |
| 2019年 | バドワイザー   | be a kingキャンペーン  | 酒類     |                          |
| 2019年 | JAMBANGEE      | S/S グラビア           | デニム   |                          |
| 2019年 | PUMA           | CALI                   | スポーツ |                          |

### CM ソング
| 年度   | 企業        | 楽曲          | 備考                         |
| ------ | ----------- | ------------- | ---------------------------- |
| 2012年 | SAMSUNG電子 | 널 사랑하겠어 |                              |
| 2015年 | SKECHERS    | DARK PANDA    | ジコとパロアルトとのコラボ作 |

### 広報大使
| 年度   | 活動名                         | 備考   |
| ------ | ------------------------------ | ------ |
| 2014年 | グットデイスタートキャンペーン | [ 61 ] |
| 2018年 | 胆道閉鎖症克服キャンペーン     | [ 52 ] |

## 公演

### 単独公演
| 年     | 開催日   | 公演名                                               | 国             | 国               | 会場                     |
| ------ | -------- | ---------------------------------------------------- | -------------- | ---------------- | ------------------------ |
| 2017年 | 3月18日  | HYOLYN 1st EVER U.S Performance                      | アメリカ合衆国 | ニューヨーク     | フラッシュ・ファクトリー |
| 2017年 | 3月19日  | HYOLYN 1st EVER U.S Performance                      | アメリカ合衆国 | ロサンゼルス     | ザ・マーヤン             |
| 2018年 | 6月15日  | HYOLYN japan first live 2018 ～The Queen is coming～ | 日本           | 東京             | duo MUSIC EXCHANGE       |
| 2018年 | 11月10日 | HYOLYN The 1st solo Concert 'TRUE'                   | 韓国           | ソウル特別市     | イェス24 ライブホール    |
| 2019年 | 2月23日  | 2019 HYOLYN 1st WORLD TOUR [TRUE]                    | イギリス       | ロンドン         | エレクトリック・バルーン |
| 2019年 | 5月29日  | 2019 HYOLYN 1st WORLD TOUR [TRUE]                    | ドイツ         | ベルリン         | ケッセルハウス           |
| 2019年 | 5月31日  | 2019 HYOLYN 1st WORLD TOUR [TRUE]                    | オランダ       | アムステルダム   | メルクウェグ・OZ         |
| 2019年 | 6月2日   | 2019 HYOLYN 1st WORLD TOUR [TRUE]                    | フランス       | パリ             | アルハムブラ             |
| 2019年 | 6月22日  | 2019 HYOLYN 1st WORLD TOUR [TRUE]                    | 台湾           | 台北             | ATT・ショーボックス      |
| 2019年 | 6月28日  | 2019 HYOLYN 1st WORLD TOUR [TRUE]                    | マレーシア     | クアラルンプール | メナラ・PGRM             |
| 2019年 | 6月30日  | 2019 HYOLYN 1st WORLD TOUR [TRUE]                    | 日本           | 東京             | 新宿ReNY                 |
| 2019年 | 9月27日  | 서서히 어른이 되어간다                               | 韓国           | ソウル特別市     | 弘大雲の下小劇場         |
| 2019年 | 9月28日  | 서서히 어른이 되어간다                               | 韓国           | ソウル特別市     | 弘大雲の下小劇場         |
| 2022年 | 9月3日   | HYOLYN 2022 CONCERT 'iCE'                            | 韓国           | ソウル特別市     | イェス24 ライブホール    |
| 2022年 | 9月4日   | HYOLYN 2022 CONCERT 'iCE'                            | 韓国           | ソウル特別市     | イェス24 ライブホール    |

## 受賞

### 音楽番組首位
| 日時           | 曲名                       | 番組               | 備考                   |
| -------------- | -------------------------- | ------------------ | ---------------------- |
| 2013年12月4日  | 너 밖에 몰라(One Way Love) | SHOW CHAMPION      | ヒョリン初の一位       |
| 2013年12月7日  | 너 밖에 몰라(One Way Love) | ショー! 音楽の中心 | 地上波初の一位         |
| 2013年12月12日 | 너 밖에 몰라(One Way Love) | M COUNTDOWN        |                        |
| 2013年12月13日 | 너 밖에 몰라(One Way Love) | MUSIC BANK         |                        |
| 2014年11月25日 | 지워                       | THE SHOW           | ジュヨンとのデュエット |